# Lippia hassleriana
Lippia hassleriana là một loài thực vật có hoa trong họ Cỏ roi ngựa. Loài này được Chodat mô tả khoa học đầu tiên năm 1902.